# Shi Han
Shi Han (施晗S, Shī HánP; Cina, 30 maggio 2005) è una tennista cinese.

## Carriera
Shi Han ha vinto 3 titoli in singolare e 2 titoli in doppio nel circuito ITF in carriera. Il 17 marzo 2025 ha raggiunto il best ranking in singolare raggiungendo la 200ª posizione mondiale, mentre il 21 luglio 2025 ha raggiunto la 312ª posizione in doppio.

### 2024: Debutto e prime vittorie nel WTA Tour
Ha fatto il suo debutto nel circuito maggiore al WTA 1000 del China Open 2024, grazie ad una wildcard per il tabellone principale, sconfitta nel primo turno dalla giapponese Moyuka Uchijima in due set.
Dopo aver fallito le qualificazioni nei tornei di Wuhan e Ningbo, Shi riceve una wildcard per il torneo di Guangzhou e la sfrutta nel migliore dei modi registrando la sua prima vittoria in un main draw WTA battendo la francese Jessika Ponchet, per poi cedere al round successivo dalla spagnola Jéssica Bouzas Maneiro.
Supera le qualificazioni del torneo di Hong Kong, ed anche in questa occasione vince il suo primo incontro, il secondo della carriera a livello WTA, sulla russa Margarita Betova, mentre nei sedicesimi si arrende alla statunitense Bernarda Pera in due parziali.

## Statistiche ITF

### Singolare

#### Vittorie (3)
| Torneo $100.000 (0) |
| Torneo $80.000 (0)  |
| Torneo $60.000 (0)  |
| Torneo $40.000 (2)  |
| Torneo $25.000 (1)  |
| Torneo $15.000 (0)  |

| N. | Data           | Torneo                   | Superficie  | Avversaria in finale | Punteggio     |
| 1. | 19 maggio 2024 | Kunming Open, Anning     | Terra rossa | Li Zongyu            | 6-4, 6-3      |
| 2. | 16 giugno 2024 | Women's Taizhou, Taizhou | Cemento     | Lu Jiajing           | 2–6, 7–5, 6–2 |
| 3. | 25 agosto 2024 | Women's Kunshan, Kunshan | Cemento     | Cody Wong            | 6-0, 7-5      |

#### Sconfitte (3)
| Torneo $100.000 (0) |
| Torneo $80.000 (0)  |
| Torneo $60.000 (0)  |
| Torneo $40.000 (1)  |
| Torneo $25.000 (1)  |
| Torneo $15.000 (1)  |

| N. | Data            | Torneo                                          | Superficie | Avversaria in finale | Punteggio        |
| 1. | 25 giugno 2023  | Women's Tianjin, Tientsin                       | Cemento    | Zheng Wushuang       | 3-6, 2-6         |
| 2. | 15 ottobre 2023 | Shenzhen Guangming Open, Shenzhen               | Cemento    | Thasaporn Naklo      | 3-6, 5-7         |
| 3. | 2 agosto 2025   | Lexus British Pro Series Roehampton, Roehampton | Cemento    | Jeline Vandromme     | 6(4)-7, 7-5, 5-7 |

### Doppio

#### Vittorie (2)
| Torneo $100.000 (0) |
| Torneo $80.000 (0)  |
| Torneo $60.000 (1)  |
| Torneo $40.000 (0)  |
| Torneo $25.000 (0)  |
| Torneo $15.000 (1)  |

| N. | Data           | Torneo                                  | Superficie | Compagna     | Avversaria in finale                | Punteggio |
| 1. | 1º luglio 2023 | Women's Tianjin, Tientsin               | Cemento    | Ren Yufei    | Cao Yajing Huang Yujia              | 6-1, 6-3  |
| 2. | 19 luglio 2025 | Open Araba en Femenino, Vitoria-Gasteiz | Cemento    | Malene Helgø | Nahia Berecoechea Isabella Šinikova | 6-3, 6-3  |

#### Sconfitte (2)
| Torneo $100.000 (0) |
| Torneo $80.000 (0)  |
| Torneo $60.000 (0)  |
| Torneo $40.000 (1)  |
| Torneo $25.000 (1)  |
| Torneo $15.000 (0)  |

| N. | Data              | Torneo                                    | Superficie | Compagna  | Avversaria in finale      | Punteggio        |
| 1. | 1º giugno 2024    | ITF Changwon Women's Challenger, Changwon | Cemento    | Li Zongyu | Paige Hourigan Erika Sema | 4-6, 6-4, [4-10] |
| 2. | 14 settembre 2024 | Guiyang Open, Guiyang                     | Cemento    | Li Zongyu | Feng Shuo Ye Qiuyu        | 6(3)-7, 3-6      |